# Samora Machel
Samora Moisés Machel (ur. 29 września 1933 w Chilembene w prowincji Gaza, zm. 19 października 1986 k. Mbuzini w górach Lebombo) – polityk mozambicki, współzałożyciel Frontu Wyzwolenia Mozambiku (FRELIMO), w latach 1968–1970 dowódca sił zbrojnych organizacji, od 1970 przewodniczący partii. Pierwszy prezydent kraju od 25 czerwca 1975 do 19 października 1986 roku. Zwolennik socjalistycznego modelu państwa. Wdowa po nim, Graça Machel, została później żoną Nelsona Mandeli.

## Życiorys
Urodził się ponad 320 kilometrów na północ od Maputo, obecnej stolicy Mozambiku. Pochodził ze zubożałej rodziny, która w latach 50. musiała przekazać swoje ziemie w ręce osadników. Zdobył wykształcenie za pośrednictwem szkół misyjnych. Odrzucił propozycję wstąpienia do seminarium i rozpoczął pracę jako pielęgniarz w Maputo. Zradykalizowany nierównościami w zarobkach między białymi a czarnymi i kiepską sytuacją finansową rodziny, zainteresował się poglądami marksizmu. Po odbyciu dziesięcioletniej praktyki zawodowej, wstąpił do niepodległościowego Frontu Wyzwolenia Mozambiku (FRELIMO). Organizacja przerzuciła go na szkolenie wojskowe do Algierii. W 1964 roku w ramach wojny o niepodległość wziął udział w pierwszej militarnej akcji przeciwko portugalskim oddziałom. Jego pozycja w szeregach ruchu szybko wzrosła, a w 1970 roku, po portugalskim zamachu na dotychczasowego lidera Eduardo Mondlane, został wybrany nowym przywódcą FRELIMO.
Rewolucja goździków z 1974 roku umożliwiła nadanie Mozambikowi niepodległości. W 1975 roku proklamowano niepodległą republikę, której Machela został prezydentem. Zainspirowany marksizmem lider przeprowadził nacjonalizację wielu instytucji. Popierał ruch narodowowyzwoleńczy z sąsiedniej Rodezji, wsparciem prezydenta cieszył się Afrykański Narodowy Związek Zimbabwe Roberta Mugabe, a także Afrykański Kongres Narodowy zwalczający apartheid. Lewicowa postawa Machela doprowadziła do odejścia z szeregów jego organizacji bardziej prawicowych członków FRELIMO. Zostali oni wykorzystani przez wywiad Rodezji który wsparł ich tworząc antyrządowy Narodowy Ruch Oporu Mozambiku (RENAMO). Formacja wdała się z rządem Mozambiku w długoletnią wojnę partyzancką. Konflikt z RENAMO zradykalizował rządzących. Mozambik nawiązał bliższe relacje ze Związkiem Radzieckim od którego otrzymał hojną pomoc gospodarczą, w 1977 roku FRELIMO przyjęło marksizm jako doktrynę. W 1984 roku zrezygnował z popierania ruchów wyzwoleńczych w państwach ościennych na gruncie ugody Nkomati z rządem Południowej Afryki, która zobowiązała się w zamian wycofać swoje poparcie wobec RENAMO.
W 1986 roku zginął w katastrofie lotniczej. Według jednej z wersji wypadek, w którym zginął Machel był sprowokowany przez władze RPA.